# Moleben
Un molében (Slavo ecclesiastico: молебен), anche conosciuto come molieben, servizio di intercessione, o servizio di supplica, è una liturgia utilizzata nelle Chiese ortodosse orientali rivolta a Gesù Cristo, alla Madre di Dio, a un santo o in occasione di una festa religiosa.
Il Moleben ebbe origine nella cultura slava ma oggi è recitata anche dai fedeli ortodossi in Europa e nel mondo. Le Chiese di tradizione greca o orientale celebrano un servizio simile chiamato Paraklesis ma mentre quest'ultimo enfatizza gli inni, il Molieben normalmente ha semplici motivi musicali che rimpiazzano le Odi della normale celebrazione liturgica.
È usanza celebrare tale preghiera solo in onore di un santo già glorificato e, dove è possibile, il servizio viene officiato da un prete o da un lettore di fronte a un'icona del santo a cui è intenzione rivolgere la supplica. Alle volte all'interno del Moleben, è celebrato anche un Akathist.
Lo schema generale del Moleben si basa sul servizio liturgico del Mattutino, così come celebrato durante un giorno festivo, completato con la lettura del Vangelo.
Tale rito può essere:
- occasionale (cioè celebrato nel momento in cui si sorge una necessità), per esempio quando qualcuno è ammalato o è in procinto di partire per un viaggio;
- commemorativo (associato a un giorno particolare), come per l'inizio di un nuovo anno o per l'inizio delle scuole;
- devozionale (in onore di un santo particolare).

I Moleben sono molto importanti nella tradizione russo-ortodossa, tanto che è a loro dedicato un intero volume del Grande Eucologion. La maggior parte delle volte tali riti sono celebrati in chiesa, ma occasionalmente la loro celebrazione avviene anche nelle case, nei campi, nelle scuole o in altri luoghi.
I Moleben possono inoltre venire celebrati persino durante le processioni, le quali possono essere dirette verso luoghi particolari (come durante un pellegrinaggio) o possono svolgersi intorno a determinati edifici (cosa molto comune durante la festa del Patrono o a Pasqua). Quando uno di questi riti viene celebrato intorno a una chiesa, molto spesso la processione sosterà ai quattro angoli della stessa e l'officiante aspergerà con acqua benedetta l'edificio, le icone e le persone che stanno prendendo parte alla processione.